# 杨福荫路
杨福荫路是中国天津市和平区的一条街道，东到长春道，西接滨江道，全长110米，宽3.9米，路面面积394平方米，人行道面积340平方米。该条街道始建于1918年，由福荫公司的广东商人杨仲绰出资兴建，由于当时该街道周边银号林立，所以杨福荫路在历史上也有“钱庄街”的称号。

## 历史
杨福荫路所处的区域属于当年的天津法租界，是法国工部局在1901年以“扩充界”的名义划定的。该区域的西侧在1915年前是天津法租界的露天菜市场，1918年，在天津经营福荫公司的广东商人杨仲绰在天津法租界福煦将军路一带“法国菜市”的东侧出资建起了一片二、三层楼房，在楼房的南部与北部中间留有一条6米宽的道路。由于该房的投资商(房主)为杨仲绰，为该路命名，因此，杨福荫路的路名便是以其经营的公司“福荫”为名又冠其“杨”姓组合而成。房子建成后，杨仲绰把临街的房屋全部租给了钱庄和银号。因此直到今天，当地的老住户还都习惯把这里叫做“钱庄街”。并且，杨福荫路的路名从来也没改变过，这在天津的道路史上也是很少见到的。

## 周围建筑风格
杨福荫路建于当时天津一个非常繁华的地方。西侧街口是当年的“法国菜市”，西北面为海河马家口渡口和天津日租界，南面为梨栈大道和天祥市场。杨福荫路建于天津传统金融业向现代金融业过渡的阶段，而且它的建筑风格是围式建筑，处于单独的封闭空间内，两边有铁门，具有商用和居住功能，这在当时的天津租界中是比较先进的，在天津近代建筑群中是独一无二的。

## 交汇道路
- 滨江道——福煦将军路（Avenue General Foch）
- 长春道——窦总领事路

## 原有店铺
- 7号：德华昌银号
- 21号：聚元银号
- 23号：广瑞银号
- 24号：春和银号
- 29号：利和银号
- 31号：乾义面粉公司
- 32号：广业银号[5]

## 内部链接
- 解放北路